# Список наград и номинаций Лоренса Оливье
Лоренс Оливье (1907—1989) — английский актёр и режиссёр театра и кино, который вместе со своими современниками Ральфом Ричардсоном и Джоном Гилгудом был одним из трио актёров-мужчин, которые доминировали на британской сцене в середине XX века. На протяжении всей своей карьеры он также снимался в кино, сыграв более пятидесяти киноролей. С 1956 года он играл роли на телевидении, за которые получил несколько наград.
В 1939 году Оливье снялся в фильме «Грозовой перевал» в роли, за которую он был номинирован на премию «Оскар» за лучшую мужскую роль. В следующем году он снова был номинирован на ту же премию за исполнение роли Максимилиана де Винтера в фильме «Ребекка». В 1944 году он стал продюсером, режиссёром и исполнителем главной роли в фильме «Генрих V». Фильм был номинирован на несколько премий «Оскар», в том числе за лучшую картину и лучшую мужскую роль, но не выиграл ни в одной конкурсной категории; вместо этого Оливье получил Премию «Оскар» за выдающиеся заслуги в кинематографе.Его следующий фильм, «Гамлет» (1948), стал первым неамериканским фильмом, получившим «Оскар» за лучшую картину, и он также получил награду за лучшую мужскую роль. В 1979 году Оливье был удостоен почётной премии «Оскар» за его труд и уникальные достижения на протяжении всего творческого пути. В общей сложности он был номинирован на девять премий «Оскар» за актёрское мастерство и по одной за продюсирование и режиссуру. За свои сценические работы Оливье получил три театральные премии «Evening Standard Theatre» и был номинирован на премию «Тони». Он дебютировал на телевидении в 1956 году и впоследствии девять раз номинировался на премию «Эмми», выиграв пять раз; он также был номинирован на две премии Британской академии телевидения за свою работу в этой области.
В 1947 году Оливье был удостоен звания рыцаря-бакалавра, а в 1970 году получил пожизненное пэрство; в 1981 году ему был вручён орден Заслуг. Он также был удостоен почестей от иностранных правительств. В 1949 году правительство Дании сделало его кавалером ордена Данеброга; французы назначили его офицером ордена Почётного легиона в 1953 году; также в 1953 году итальянское правительство учредило ему степень Великого офицера и вручило орден «За заслуги перед Итальянской Республикой»; а в 1971 году он был награждён орденом Югославского флага с золотым венком. 
Из академических учреждений Оливье получил почётные докторские степени в университетах: Тафтса, Массачусетс (1946), Оксфордском (1957) и Эдинбурге (1964). Он также был награждён Датской премией Соннинга за выдающийся вклад в европейскую культуру в 1966 году, Золотой медалью Шведской королевской академии литературы, истории и древностей в 1968 году и медалью Альберта Королевского общества искусств в 1976 году. В феврале 1960 года за вклад в киноиндустрию Оливье был включён в Голливудскую «Аллею славы», со звездой на Голливудском бульваре, а также был включён в Зал славы американского театра. В 1977 году Оливье был удостоен стипендии Британского института кино. 
Помимо того, что в его честь назван самый большой зрительный зал Национального театра, в память об Оливье вручается премия имени Лоренса Оливье, ежегодно присуждаемая с 1984 года Лондонским театральным сообществом. В 1991 году друг Оливье, актёр Джон Гилгуд, открыл мемориальный камень в память об Оливье в Уголке поэтов в Вестминстерском аббатстве. В 2007 году, в день столетия со дня рождения Оливье, на Саут-Бэнк, возле Национального театра, была открыта его статуя в натуральную величину; в том же году Британский институт кино провёл ретроспективный сезон его киноработ.

## Основные награды

### Оскар
| Год  | Категория                          | Работа                                                                   | Результат | Прим.  |
| ---- | ---------------------------------- | ------------------------------------------------------------------------ | --------- | ------ |
| 1940 | Лучший актёр                       | Грозовой перевал                                                         | Номинация | [ 6 ]  |
| 1941 | Лучший актёр                       | Ребекка                                                                  | Номинация | [ 6 ]  |
| 1947 | Лучший фильм                       | Генрих V                                                                 | Номинация | [ 6 ]  |
| 1947 | Лучший актёр                       | Генрих V                                                                 | Номинация | [ 6 ]  |
| 1947 | Выдающиеся заслуги в кинематографе | Генрих V                                                                 | Победа    | [ 19 ] |
| 1949 | Лучший фильм                       | Гамлет                                                                   | Победа    | [ 6 ]  |
| 1949 | Лучший режиссёр                    | Гамлет                                                                   | Номинация | [ 6 ]  |
| 1949 | Лучший актёр                       | Гамлет                                                                   | Победа    | [ 6 ]  |
| 1957 | Лучший актёр                       | Ричард III                                                               | Номинация | [ 6 ]  |
| 1961 | Лучший актёр                       | Комедиант                                                                | Номинация | [ 6 ]  |
| 1966 | Лучший актёр                       | Отелло                                                                   | Номинация | [ 6 ]  |
| 1973 | Лучший актёр                       | Игра на вылет                                                            | Номинация | [ 6 ]  |
| 1977 | Лучший актёр второго плана         | Марафонец                                                                | Номинация | [ 6 ]  |
| 1979 | Лучший актёр                       | Мальчики из Бразилии                                                     | Номинация | [ 6 ]  |
| 1979 | Выдающиеся заслуги в кинематографе | За его труд и уникальные достижения на протяжении всего творческого пути | Победа    | [ 20 ] |

### BAFTA

#### Премия Британской Академии в области кино
| Год  | Категория                      | Работа                                                                                 | Результат | Прим.  |
| ---- | ------------------------------ | -------------------------------------------------------------------------------------- | --------- | ------ |
| 1949 | Лучший фильм                   | Гамлет                                                                                 | Победа    | [ 21 ] |
| 1953 | Лучший актёр                   | Кэрри                                                                                  | Номинация | [ 21 ] |
| 1956 | Лучший актёр                   | Ричард III                                                                             | Победа    | [ 21 ] |
| 1958 | Лучший актёр                   | Принц и танцовщица                                                                     | Номинация | [ 21 ] |
| 1960 | Лучший актёр                   | Ученик дьявола                                                                         | Номинация | [ 21 ] |
| 1961 | Лучший актёр                   | Комедиант                                                                              | Номинация | [ 21 ] |
| 1963 | Лучший актёр                   | Семестр испытаний                                                                      | Номинация | [ 21 ] |
| 1970 | Лучший актёр второго плана     | О, что за чудесная война                                                               | Победа    | [ 21 ] |
| 1974 | Лучший актёр                   | Игра на вылет                                                                          | Номинация | [ 21 ] |
| 1976 | BAFTA Academy Fellowship Award | В знак признания выдающихся достижений в области кинематографа, телевидения и видеоигр | Победа    | [ 21 ] |

#### British Academy Television Awards
| Год  | Категория                   | Работа                    | Результат | Прим.  |
| ---- | --------------------------- | ------------------------- | --------- | ------ |
| 1974 | Лучший актёр на телевидении | Долгий день уходит в ночь | Номинация | [ 21 ] |
| 1983 | Лучший актёр на телевидении | A Voyage Round My Father  | Номинация | [ 21 ] |

### Эмми

#### Прайм-таймовая премия «Эмми»
| Год  | Категория                                 | Работа                    | Результат | Прим.  |
| ---- | ----------------------------------------- | ------------------------- | --------- | ------ |
| 1960 | Выдающийся исполнитель главной роли       | Луна и шестипенсовик      | Победа    | [ 22 ] |
| 1968 | Лучший драматический сериал               | Дядя Ваня                 | Номинация | [ 22 ] |
| 1970 | Выдающийся исполнитель главной роли       | Дэвид Копперфильд         | Номинация | [ 22 ] |
| 1973 | Выдающийся исполнитель главной роли       | Долгий день уходит в ночь | Победа    | [ 22 ] |
| 1974 | Выдающийся исполнитель главной роли       | Венецианский купец        | Номинация | [ 22 ] |
| 1975 | Выдающийся исполнитель главной роли       | Любовь среди руин         | Победа    | [ 22 ] |
| 1982 | Выдающийся исполнитель роли второго плана | Возвращение в Брайдсхед   | Победа    | [ 22 ] |
| 1984 | Выдающийся исполнитель главной роли       | Король Лир                | Победа    | [ 22 ] |
| 1987 | Выдающийся исполнитель роли второго плана | Утраченные империи        | Номинация | [ 22 ] |

### Evening Standard Theatre Awards
| Год  | Категория    | Работа                    | Результат | Прим.  |
| ---- | ------------ | ------------------------- | --------- | ------ |
| 1957 | Лучший актёр | Комедиант                 | Победа    | [ 23 ] |
| 1967 | Лучший актёр | Пляска смерти             | Победа    | [ 23 ] |
| 1972 | Лучший актёр | Долгий день уходит в ночь | Победа    | [ 23 ] |

### Золотой глобус
| Год  | Категория                              | Работа                                | Результат | Прим.  |
| ---- | -------------------------------------- | ------------------------------------- | --------- | ------ |
| 1949 | Лучший актёр драматической роли        | Гамлет                                | Победа    | [ 24 ] |
| 1961 | Лучший актёр драматической роли        | Спартак                               | Номинация | [ 24 ] |
| 1973 | Лучший актёр драматической роли        | Игра на вылет                         | Номинация | [ 24 ] |
| 1977 | Лучший актёр второго плана — кинофильм | Марафонец                             | Победа    | [ 24 ] |
| 1980 | Лучший актёр второго плана — кинофильм | Маленький роман                       | Номинация | [ 24 ] |
| 1983 | Премия Сесиля Б. Де Милля              | За выдающиеся заслуги в кинематографе | Победа    | [ 24 ] |

### Тони
| Год  | Категория            | Работа    | Результат | Прим.  |
| ---- | -------------------- | --------- | --------- | ------ |
| 1958 | Лучший актёр в пьесе | Комедиант | Номинация | [ 25 ] |

## Различные награды
| Год  | Награда                                        | Категория                  | Работа                          | Результат | Прим.  |
| ---- | ---------------------------------------------- | -------------------------- | ------------------------------- | --------- | ------ |
| 1946 | Национальный совет кинокритиков США            | Лучший актёр               | Генрих V                        | Победа    | [ 26 ] |
| 1946 | New York Film Critics Circle                   | Лучший актёр               | Генрих V                        | Победа    | [ 27 ] |
| 1948 | Венецианский кинофестиваль                     | Золотой лев                | Гамлет                          | Победа    | [ 28 ] |
| 1948 | New York Film Critics Circle                   | Лучший актёр               | Гамлет                          | Победа    | [ 27 ] |
| 1948 | Бодиль                                         | Лучший европейский фильм   | Гамлет                          | Победа    | [ 29 ] |
| 1950 | Italian National Syndicate of Film Journalists | Серебряная лента           | Генрих V                        | Победа    | [ 30 ] |
| 1955 | Берлинский кинофестиваль                       | Серебряный медведь         | Ричард III                      | Победа    |        |
| 1955 | Давид ди Донателло                             | Лучший иностранный актёр   | Ричард III                      | Победа    | [ 31 ] |
| 1955 | Давид ди Донателло                             | Лучший зарубежный продюсер | Ричард III                      | Победа    | [ 31 ] |
| 1960 | Международный кинофестиваль в Карловых Варах   | Лучший актёр               | Комедиант                       | Победа    | [ 32 ] |
| 1965 | Национальное общество кинокритиков США         | Лучший актёр               | Отелло                          | Номинация | [ 33 ] |
| 1972 | New York Film Critics Circle                   | Лучший актёр               | Игра на вылет                   | Победа    | [ 34 ] |
| 1972 | Давид ди Донателло                             | Лучший иностранный актёр   | Игра на вылет                   | Победа    | [ 31 ] |
| 1978 | Национальный совет кинокритиков США            | Лучший актёр               | Мальчики из Бразилии            | Победа    | [ 35 ] |
| 1978 | Сатурн                                         | Лучший актёр               | Мальчики из Бразилии            | Номинация | [ 30 ] |
| 1984 | CableACE Award                                 | Лучший актёр               | Мистер Халперн и мистер Джонсон | Победа    | [ 36 ] |

### Почётные награды
| Год  | Награда                             | Категория          | Работа                    | Результат | Прим.  |
| ---- | ----------------------------------- | ------------------ | ------------------------- | --------- | ------ |
| 1983 | Кинообщество Линкольн-центра        | Chaplin Award Gala |                           | Победа    | [ 37 ] |
| 1985 | Международный медиа фестиваль Banff |                    | За пожизненные достижения | Победа    | [ 38 ] |

## Государственные и академические награды
| Год  | Звание или награда                               | Страна или учреждение                     |
| ---- | ------------------------------------------------ | ----------------------------------------- |
| 1946 | Почётный доктор                                  | Университет Тафтса                        |
| 1946 | Почётный доктор                                  | Массачусетский университет                |
| 1947 | Рыцарь-бакалавр                                  | Соединённое Королевство                   |
| 1949 | Орден Данеброг                                   | Дания                                     |
| 1953 | Орден Почётного легиона                          | Франция                                   |
| 1953 | Орден «За заслуги перед Итальянской Республикой» | Италия                                    |
| 1957 | Почётный доктор                                  | Оксфордский университет                   |
| 1964 | Почётный доктор                                  | Эдинбургский университет                  |
| 1966 | Премия Соннинга                                  | Дания                                     |
| 1968 | Золотой медальон                                 | Шведская королевская академия словесности |
| 1970 | Пожизненное пэрство                              | Соединённое Королевство                   |
| 1971 | Орден Югославского флага с золотым венком        | Югославия                                 |
| 1976 | Медаль Альберта                                  | Королевское общество искусств             |
| 1981 | Орден Заслуг                                     | Соединённое Королевство                   |